# Menhir de Men-en-Palud
Le menhir de Men-en-Palud est un menhir situé à Saint-Gildas-de-Rhuys dans le département français du Morbihan.

## Protection
Le menhir est inscrit au titre des monuments historiques par arrêté du 10 avril 1969.

## Description
Le menhir mesure 3 m de hauteur.